# Ацинтіш
Ацинтіш (рум. Ațintiș) — село у повіті Муреш в Румунії. Адміністративний центр комуни Ацинтіш.
Село розташоване на відстані 270 км на північний захід від Бухареста, 37 км на захід від Тиргу-Муреша, 54 км на південний схід від Клуж-Напоки, 144 км на північний захід від Брашова.

## Населення
За даними перепису населення 2002 року у селі проживали 743 особи.
Національний склад населення села:
| Національність | Кількість осіб | Відсоток |
| -------------- | -------------- | -------- |
| румуни         | 686            | 92,3%    |
| цигани         | 38             | 5,1%     |
| угорці         | 19             | 2,6%     |

Рідною мовою назвали:
| Мова      | Кількість осіб | Відсоток |
| --------- | -------------- | -------- |
| румунська | 729            | 98,1%    |
| угорська  | 14             | 1,9%     |